# غيلبرت بيتس
غيلبرت بيتس (21 ديسمبر 1916 في المملكة المتحدة - 5 يناير 1982 في المملكة المتحدة) (بالإنجليزية: Gilbert Betts)‏ هو لاعب كريكت بريطاني وبريطاني (وحمل سابقاً جنسية المملكة المتحدة لبريطانيا العظمى وأيرلندا). لعب مع المقاطعات الوطنية للكريكيت الإنجليزي والويلزي ‏ وOxfordshire County Cricket Club ‏.

## وصلات خارجية
- غيلبرت بيتس على موقع إي آس بي آن كريك إنفو (الإنجليزية)